# Stelian Duțu
Stelian Duțu (n. 20 februarie 1955, Gura Ocniței, România) este un politician român, membru al Parlamentului României în legislatura 2004-2008. Stelian Duțu a fost ales pe listele PD, care a devenit ulterior PDL. În cadrul activității sale parlamentare, Stelian Duțu a fost membru în grupurile parlamentare de prietenie cu Republica Bulgaria, Republica Africa de Sud, Albania, Republica Arabă Siriană, Republica Ecuador, Republica Populară Chineză.
A fost președinte al Consiliului Județean Constanța.